# Barry Lyndon
Barry Lyndon je britanska-američki povijesna drama iz 1975. koju je režirao Stanley Kubrick, a kojemu je to 10. dugometražni film. Kubrick je kao podlogu ovog filma uzeo istoimeni roman Williama Tackerya. Film je, uz Kubrickovu režiju, uvelike zadužila i vrlo dobra gluma tv-zvijezde Ryana O'Neala u naslovnoj ulozi, a film je bio nominiran za Oscara u 7 kategorija.

## Filmska ekipa
Režija: Stanley Kubrick
Glume: Ryan O'Neal (Barry Lyndon), Marisa Berenson (Lady Lyndon), Patrick Magee (Chevalier de Balibari), Hardy Kruger (Kapetan Potzdorf) i drugi

## Radnja
18. stoljeće, Irska. Redmond Barry je ambiciozan i tvrdoglav mladić, pun irskog ponosa. Nakon dvoboja s engleskim časnikom, a misleći da ga je ubio, bježi zbog straha od zatvora, te se uputi u Dublin. Nakon pljačke ostaje bez novca te se prijavljuje u sedmogodišnji rat, prvo u britanskoj, pa u pruskoj vojsci. U Njemačkoj izgubi volju za ratom te pokuša pobjeći u neutralnu Nizozemsku, ali ga uhvati časnik Potzdorf. Potzdorfov ujak mu da zadatak promatrati prevaranta u kartanju Chevaliera de Balibarija, koji se sumnjiči da je austrijski špijun. No Barryja tako očara Balibarijeva ličnost da mu sve iskreno ispriča, te od tada počne raditi kao dvostruki agent za njega. 
Zajedno pobjegnu te se smjeste u Engleskoj. Tamo se zaljubi u Lady Lyndon, pa ju, nakon smrti lorda Lyndona, ženi te tako stječe titulu lorda. Kako bi od kralja dobio plemićku titulu, počinje trošiti velike svote kako bi postao omiljen. No Lord Bullingdon, sin Lady Lyndon i njenog prvog supruga, ne voli Barryja te ga javno isprovocira i uvrijedi na nekoj svečanosti, na što ga ovaj istuče. Godine prolaze, a Barry je postao omražen na dvoru. Odrasli Bullington ga izazove na dvoboj. Pri tom Barry biva ranjen u nogu te potane invalid. Bullington ga natjera napustiti Englesku.

## Nagrade
- 2 nominacije za Zlatni globus (najbolji film, režija)
- 4 osvojena Oscara (najbolja scenografija, kostimi, glazba, fotografija) i 3 nominacije (najbolji film, režija, adaptirani scenarij)
- 2 osvojene BAFTA-e (najbolja režija, fotografija) i 3 nominacije (najbolji film, scenografija, kostimi)

## Zanimljivosti
- U većini scena upotrijebljeno je prirodno svjetlo. Leća kamere izgrađene od kompanije Carl Zeiss za NASA-u od 50 mm je iskorištena za prizore u kojima su svijeće jedini izvor svjetla.
- Produkcija je prebačena iz Irske u Englesku nakon što je Kubrick doznao da je na listi atentata grupe IRA zbog režije filma engleskih vojnika u Irskoj.
- Robert Redford je navodno bio prvotni Kubrickov izbor za glavnu ulogu, ali je odbio ponudu.
- Snimanje je trajalo 300 dana, počevši od svibnja 1973.
- Kubrick je isprva htio snimiti Thackeryjev najslavniji roman, "Vanity Fair", ali je odlučio da ne bi uspio staviti kompleksnu priču u trajanje od samo tri sata.
- Navodno je Kubrick dugo planirao režirati film o Napoleonu, u kojem je trebao glumiti Jack Nicholson, no nije uspio nabaviti financijere, pa se odlučio za snimanje "Barryja Lyndona".
- Mlada djevojka koja sjedi iza Lady Lyndon tijekom čarobnjačke predstave je Vivian Kubrick, kći redatelja.

## Kritike
Pri premijeri, kritičari su bili suzdržani prema "Barryju Lyndonu", zamjerajući mu da je neobično plah i usporen za jedan film Stanleya Kubricka, no s vremenom je stekao veliku reputaciju pa ga neki danas smatraju i jednim od najboljih filmova redatelja. Tako je Jeffrey M. Anderson u svojoj recenziji napisao: "Film "Barry Lyndon" na neobičan način podsjeća na "Forresta Gumpa" po tome da njegov protagonist nije osobito bistar oportunist (Ryan O'Neal) koji se uspinje u društvu kada se nađe na pravom mjestu u pravo vrijeme. Razlika je da Kubrick ima hrabrosti portretirati svojeg protagonista kao blago podlog antijunaka. Dopušta mu da ima mana, dok je Gump predstavljen kao junak. Odgledavši "Barryja Lyndona" po drugi put, primijetio sam da sam bio iznenađen i šarmiran njegovom duhovitošču i živošču, predstavljenim na suzdržan način, kada mi se činio hladnim kada sam ga pogledao prvi put. Cijenim i O'Nealov banalni portret junaka iz naslova, koji je savršeno ulovio unutarnji život varalice. "Barry Lyndon" se izdvaja kao jedan od Kubrickovih vizualno najistaknutijih filmova, u kojem je svaki prizor uokviren kao prekrasna slika, naglašavajući pasivnost perioda i samog Barryja".
Christopher Null je također hvalio fim: "Kubrickovo remek-djelo se često zanemaruje - čak i prezire - od onih koji tvrde da je pretenciozno i sporo. Doduše, jest pretenciozno i sporo, ali je ipak jedan izniman film. Zapravo, to je moj najdraži povijesni film", kao i Rob Vaux; "Kubrickova neopravdano podcijenjena povijesna drama je u jednakoj mjeri tehnički lijepa koliko je i pogodna za poticanje na razmišljanje". S druge strane, Ken Hanke nije bio zadovoljan: "Zgodno za pogledati, ali tako dramatično sterilno da jedva da postoji".

## Vanjske poveznice
- Barry Lyndon u internetskoj bazi filmova IMDb-a
- Barry Lyndon na Rotten Tomatoes
- Kubrickovo antičitanje sreće Barryja Lyndona
- Naracija u Kubrickovoj modernoj tragediji
- Zoomiranje u filmu
- Kubrickovo remek-djelo  Arhivirana inačica izvorne stranice od 9. kolovoza 2010. (Wayback Machine)